# 장흥 대원사 소장 십현담요해
장흥 대원사 소장 십현담요해(長興 大元寺 所藏 十玄談要解)는 대한민국 전라남도 장흥군 장흥읍 대원사에 있는, 국내에 4책만 전래되는 희귀한 판본으로 인쇄상태, 지질 등을 볼 때 초간본이고, 연대가 확실하여 판본학․인쇄사 연구의 중요한 자료이다.
2019년 11월 14일 전라남도의 유형문화재 제338호로 지정되었다.

## 지정 사유
국내에 4책만 전래되는 희귀한 판본으로 인쇄상태, 지질 등을 볼 때 초간본이고, 연대가 확실하여 판본학․인쇄사 연구의 중요한 자료이다.
지금까지 알려진 3종의 판본 중 시기가 가장 앞서고, 15세기 후반 조동종(曹洞宗) 사상 경향을 알 수 있는 기록유산으로, 보존상태도 양호하다.

## 같이 보기
- 십현담요해

## 참고 문헌
- 장흥 대원사 소장 십현담요해 - 국가유산청 국가유산포털